# Grüne Moschee

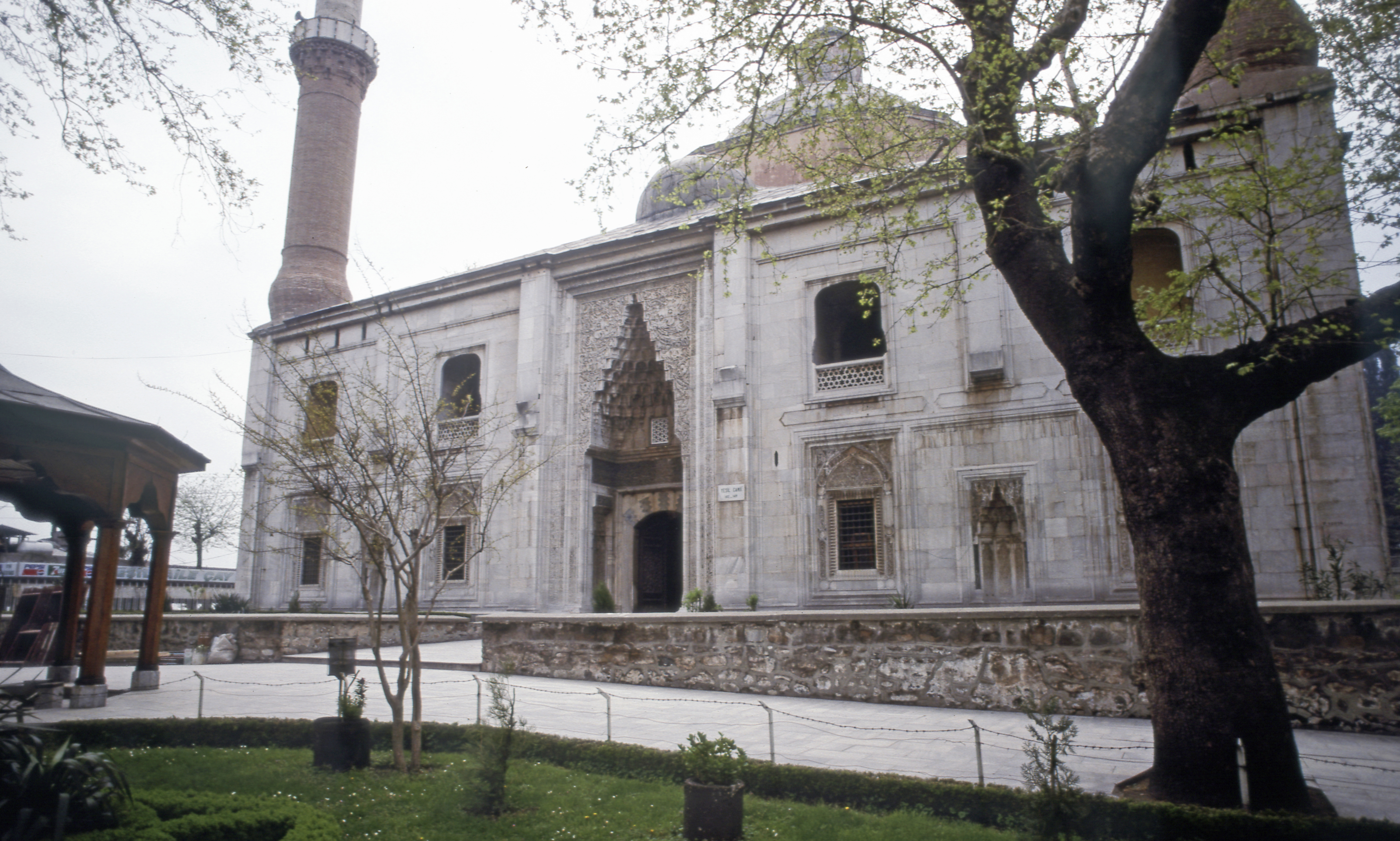
Eingangsseite von Nordwesten (1993)

Die Grüne Moschee (türkisch Yeşil Cami), ausgesprochen [jeʃil d͡ʒami], ist eine der drei großen Moscheen in Bursa (in der Türkei). Sie gilt als Meisterwerk der frühosmanischen Architektur und ist Ausgangspunkt einer Reihe im Bursa-Stil errichteter Moscheen. Sie wurde im 15. Jahrhundert (an der Moschee wird als Bauzeitraum 1412–1419 angegeben, Quellen legen 1414–1424 nahe) vom Architekten Pascha Haci İvaz im Auftrag des Sultan Mehmeds I. aus Stein und Marmor errichtet. Die Wände des in umgekehrter T-Form ausgeführten Baus sind mit grünen Kacheln verkleidet, was ihr den Namen gab. Bei Restaurierungsarbeiten im Jahre 1950 fand man darüber hinaus noch kostbare Deckenmalereien. Die Verzierungen an Fenstern, Portal und Fassaden zeugen von der großen Kunstfertigkeit der Steinmetze dieser Zeit.

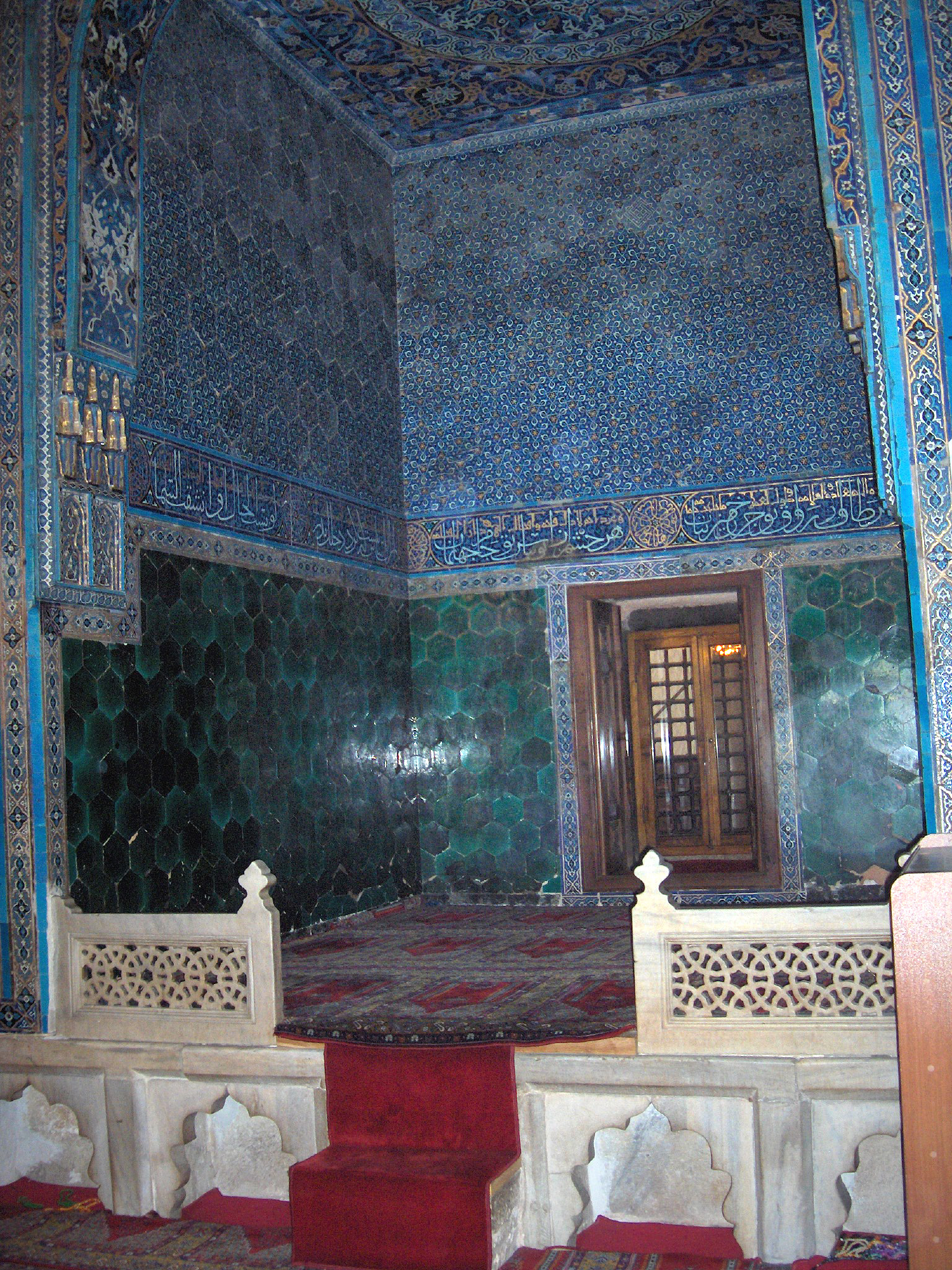
Innenaufnahme der Grünen Moschee

## Allgemeines
Die osmanische Kunst hat ihre eigenen Ausdrucksformen in der Architektur, der Fliesen- und Gefäßkeramik, der Textilkunst und der Buchkunst entwickelt. Auf vielen Gebieten setzte sie neue Qualitätsstandards.
Die ungehemmte/freie Repräsentationslust der Herrscher, die enorme Finanzkraft des Reiches, der Sinn für Planung und Präzision sowie ein unerschöpfliches Reservoir künstlerischer Ideen, die von Baumeistern, Künstlern und Handwerkern islamischer und christlicher Herkunft stammten, verhalfen der osmanischen Kunst zu einer lang anhaltenden Blüte.
Die osmanische Architektur (also der neue Baustil) nahm ihren Anfang in Bursa und Edirne.
Die ehemals byzantinischen Siedlungen Bursa und Edirne, wählten die Osmanen zu ihren ersten Hauptstädten, und eröffneten den neuen Herrschern interessante Perspektiven für ihre Bautätigkeit. Am Anfang der osmanischen Architekturentwicklung steht die traditionelle Pfeilermoschee nach seldschukischem Muster, die sich durch ihre schlichte Größe aus dem Stadtbild heraushebt. Trotz der überzeugenden Monumentalität erwies sich die Vielkuppelmoschee jedoch als „Auslaufmodell“.
Murad I. (1359–1389) stiftete in Bursa, die seit 1326 zur Hauptstadt ernannt wurde, eine Moschee mit zentralem Kuppelraum (Hüdâvendigâr-Moschee). Die Moschee wurde im Obergeschoss als Medrese (= islamischen Hochschule) und Koranschule, einer Armenküche, einem Brunnenhaus präsentiert, und natürlich befindet sich das Grabbau von Murad I. an dieser Stelle. Sein Sohn und Nachfolger Bayezid I. (1389–1402) stiftete die Yildirim-Moschee, welche sich schon deutlich von der Moschee seines Vaters unterschied.

## Yeşil Cami

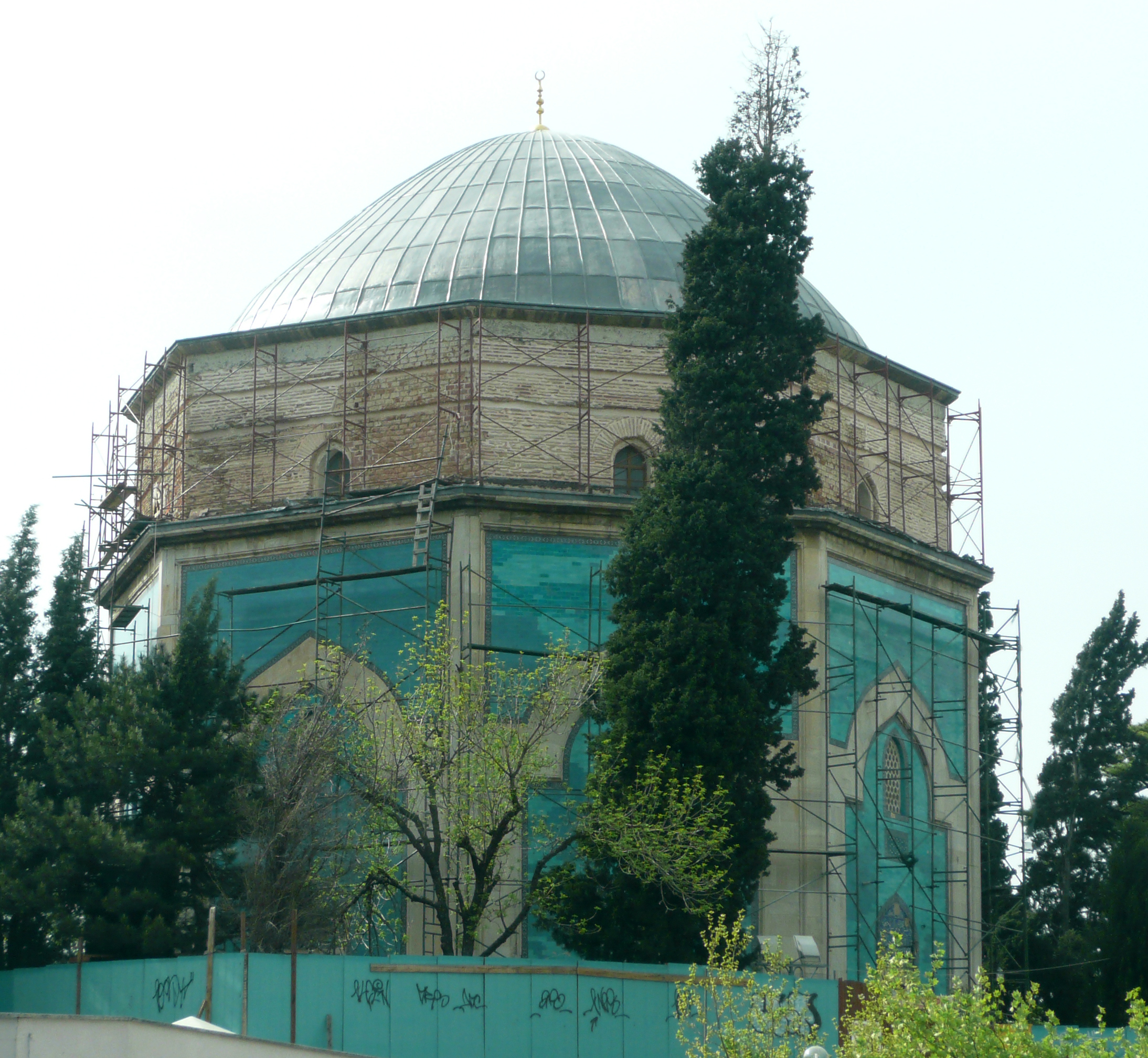
Das Grüne Mausoleum, Grabbau von Sultan Mehmed I.

Der nächste Stiftungskomplex in Bursa geht auf den Sohn Bayezids, Sultan Mehmed I. (1413–1421), zurück. Yesil Cami („die Grüne Moschee“), die schönste der drei großen Moscheen, welches mit einer Medrese, Armenküche und dem Grabbau des Stifters begleitet wird, orientiert sich mit den zweikuppeligen Betraum an der 20 Jahre zuvor errichteten Moschee Bayezids I. während sie hinsichtlich des Baudekors und der Innenausstattung an seldschukische Traditionen anknüpft.
Die grüne Moschee stellte einen der Höhepunkte der frühosmanischen Architektur dar, trotzdem der Bau infolge des Todes Mehmeds I. im Jahre 1421 niemals ganz vollendet wurde, wodurch die offensichtlich geplante Vorhalle fehlt.
Sie wurde im 15. Jahrhundert (1412–1419) vom Architekten Pascha Haci İvaz, im Auftrag des Sultans, aus Stein und Marmor errichtet. Die Wände des Baus sind mit hochwertigen Fayencen verkleidet. Darüber hinaus befand sich in der Mosche eine kostbare Deckenmalerei, die vom ersten Wandmaler der osmanischen Zeit Ali Ibn Ilyas gemalt wurde. Die Verzierungen an Fenstern, Portal und Fassaden zeugen von der großen Kunstfertigkeit der Steinmetze dieser Zeit, und zählten zu den schönsten Beispielen der Marmorverkleidung. Durch die Weglassung des Eywans wurde eine Vereinheitlichung der öffentlichen Andachtshalle erreicht, und die vier Eckräume, die Nebenzwecken dienten, sind ebenfalls deutlich abgetrennt. In der grünen Moschee wird ein spezieller Raum über dem Eingang geschaffen, wo der Herrscher – ähnlich der byzantinischen Kaiserin in der Hagia Sophia – sein Gebet an einer wohl beschützten Stelle verrichten konnte.

## Fayencen
Der Fliesenschmuck des Innenraums besteht aus grün und blau glasierten Sechseckfliesen, die dem Bauwerk seinen Namen „Grüne Moschee“ vergeben haben, und steigert sich an der Gebetsnische und der Sultansloge, wo eine von leuchtenden Farben bestimmte Stern- und Rankenornamentik entsprechend hervorhebt. Die Fayencen wurden nach der Überlieferung in İznik (Nikäa) hergestellt. Während in Anatolien zur Zeit der Seldschuken das Fayencemosaik üblich war, wurde hier erstmals die Technik der Cuerda seca verwendet, bei der die unterschiedlichen Glasurfarben nebeneinander aufgetragen und durch fetthaltige Begrenzungen daran gehindert werden, beim Brand ineinander zu laufen.
Cuerda seca: Bei der Cuerda-seca-Fliese (= trockener Faden) wird die Trennung zwischen zwei Glasuren gemeint.

## Architekten
Die Meister stammten nach Ausweis von Signaturen aus der nordwestpersischen Stadt Täbris. Sie schufen auch die Fliesenverkleidung des erst nach dem Tod Mehmeds I. vollendeten Grabbaus, der als überkuppeltes Oktagon mit einer Höhe von 27 Metern eine in Anatolien bislang unbekannte Monumentalität erreicht. Bauform und Fliesenausstattung sollten für die zukünftigen Herrschermausoleen in Istanbul richtungweisend werden.

## Zitat
Eine Beschreibung Sultan Mehmeds I. über die grüne Moschee: „Das Gebilde des Bildners der Natur, die Schöpfung des Schöpfers der Kreatur, ich meine dieses hehre Sakralgebäude ist eine Kopie des Gartens des Paradieses, die kopiert wurde durch die Fügung des Allmächtigen und Allwissenden; und ist eines der Gefilde des Jenseits, das gewebt wurde mit dem Glanze des diesseitigen Lebens, das stolz einherschreitet nach allen Richtungen und die Metropolen hinter sich in Verwirrung lässt – nicht hat Gott begnadet mit einem ähnlichen Werke die Zeitalter, solange das kreisende Himmelsgewölbe sich dreht …“